# Jerlan Särsembajew

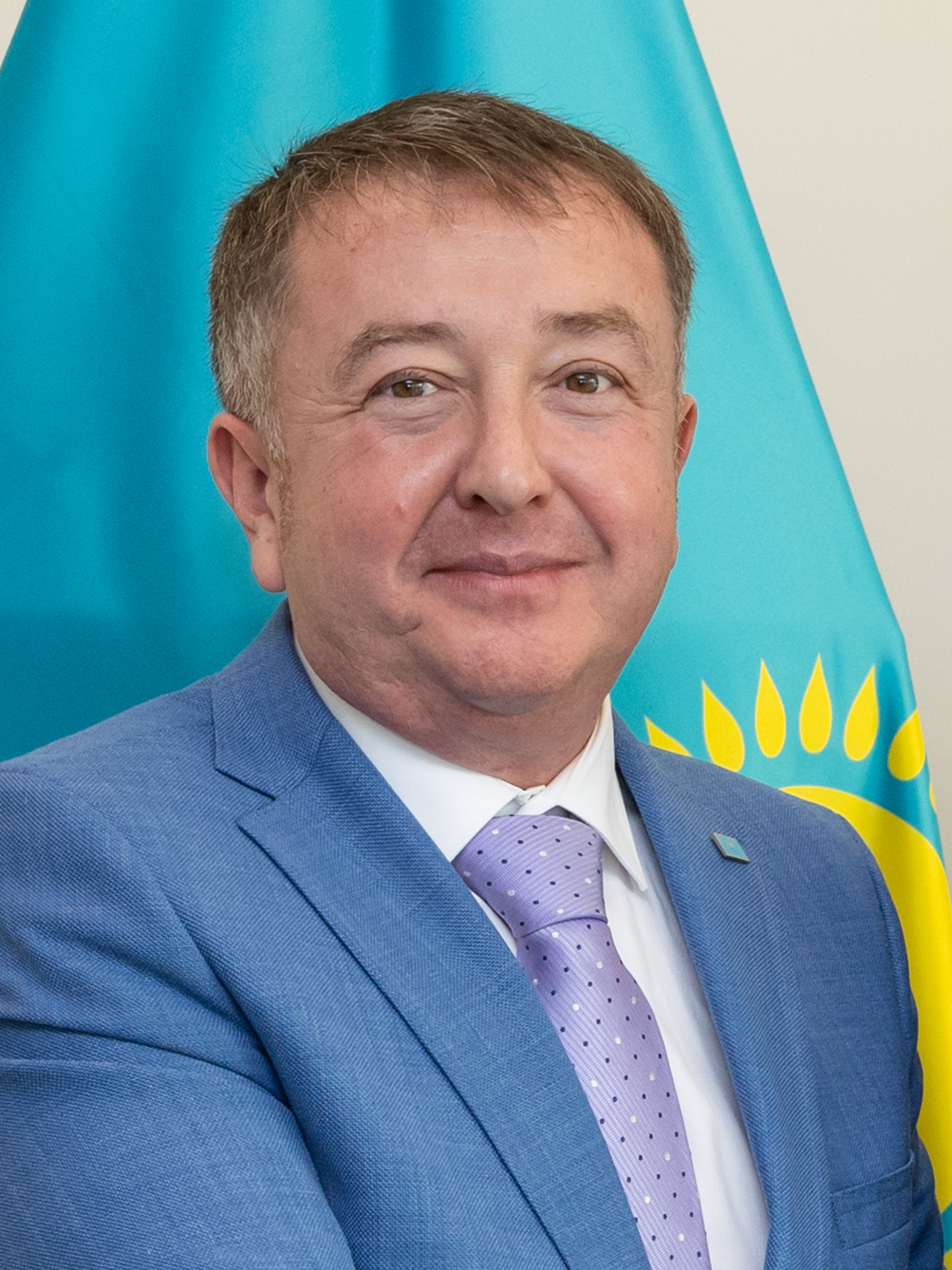
Jerlan Särsembajew (2025)

Jerlan Schaqsylyquly Särsembajew (kasachisch Ерлан Жақсылықұлы Сәрсембаев Erlan Jaqsylyqūly Särsembaev, russisch Ерлан Жаксылыкович Сарсембаев Jerlan Schaksylykowitsch Sarsembajew; * 1975 in Oktjabr, Kasachische SSR) ist ein kasachischer Jurist und Politiker.

## Leben
Särsembajew wurde 1975 im Dorf Oktjabr (heute: Nura) im heutigen Audan Talghar im Gebiet Almaty geboren. Er erlangte 1997 einen Abschluss in Funkingenieurwesen am Institut für Energietechnik und Kommunikation in Almaty. Einen weiteren Hochschulabschluss in Rechtswissenschaften erlangte er im Jahr 2000 an der Humanitären Qonajew-Universität.
Nach dem Abschluss am Institut für Energietechnik und Kommunikation diente Särsembajew zunächst von 1998 bis 2002 in den kasachischen Streitkräften. Anschließend war er bis 2005 Berater und Abteilungsleiter im Büro des kasachischen Premierministers und von 2005 bis 2011 war er zuerst stellvertretender Abteilungsleiter und dann Abteilungsleiter in der Verwaltung des kasachischen Senates. Zwischen 2011 und 2016 war er bei den kasachischen Sicherheitsbehörden beschäftigt, wo er unter anderem Abteilungsleiter der Rechtsabteilung beim Nationale Sicherheitskomitee war. Anschließend kehrte er wieder in die Verwaltung des Senates zurück, wo er verschiedene Positionen innehatte.
Nachdem das Verfassungsgericht der Republik Kasachstan zum 1. Januar 2023 wieder etabliert wurde, wurde Särsembajew zum Richter an das Gericht berufen. Am 9. Januar 2025 wurde er im Kabinett von Premierminister Olschas Bektenow zum Justizminister Kasachstans ernannt.